# Alexis Louis Gordien du Bouays de Couësbouc
Alexis Louis Gordien du Bouays de Couësbouc, était un chef chouan, qui fut responsable de la division de Vitré de l'Armée catholique et royale de Rennes et de Fougères.

## Biographie
Au moment de la Révolution française, c'était un officier de hussards à la retraite ; il était marié à Renée-Thérèse de Goyon (ou de Gouyon), dame des Hurlières.
À la fin du mois de septembre 1794, il gagna le pays de Vitré et fut choisi par les autres chefs chouans comme commandant de la division. Il organisa les paroisses et battit à plusieurs reprises les gardes territoriaux républicains.
Il s'allia fréquemment avec Aimé Picquet du Boisguy, commandant de la division de Fougères, et finit par passer sous ses ordres.
Au milieu de l'année 1795, les officiers Toussaint du Breil de Pontbriand et Henri du Boishamon entrèrent dans la division de Vitré et devinrent les principaux lieutenants de Couësbouc.
Officier particulièrement âgé, Couësbouc était respecté par ses hommes; son courage et ses talents martiaux étaient réputés, mais il était également connu pour être plus guerrier que chef, car il ne donnait jamais d'ordres lors des batailles et ne faisait que combattre. Cela faillit coûter cher, à lui et à ses hommes, plus d'une fois. Lors du combat de Pocé, à cause de son médiocre commandement, les chouans frôlèrent le désastre, et ce furent Henri du Boishamon et Pontbriand qui sauvèrent l'armée. À la suite de ce combat, ces deux officiers prirent sur eux de donner les ordres à la place de leur chef lors des batailles suivantes.
René-Benjamin du Bouays de Couësbouc, fils d'Alexis, était le commandant de la division chouanne de Bécherel.

## Source
- Archives municipales de Rennes, actes de décès de l’année 1827, P15/244.